# Dohrniphora plaumanni
Dohrniphora plaumanni är en tvåvingeart som beskrevs av Borgmeier 1960. Dohrniphora plaumanni ingår i släktet Dohrniphora och familjen puckelflugor. Inga underarter finns listade i Catalogue of Life.